# Tremestieri Etneo

Ubicació de Tremestieri Etneo dins de la província

Tremestieri Etneo (sicilià Trimmisteri ) és un municipi italià, situat a la regió de Sicília i a la ciutat metropolitana de Catània. L'any 2007 tenia 21.495 habitants. Limita amb els municipis de Catània, Gravina di Catania, Mascalucia, Pedara, San Giovanni la Punta, San Gregorio di Catania i Sant'Agata li Battiati.

## Administració
| Període | Identitat      | Partit |
| ------- | -------------- | ------ |
| 2008-   | Antonio Basile | Centre |